# ماجد موقد

## عن حياته
كان يدرس القانون في السعودية قبل أن ينضم إلى تنظيم القاعدة في عام 1999 حيث تم اختياره للمشاركة في هجمات 11 سبتمبر، وقد وصل للولايات المتحدة في مايو 2001، وساعد في التخطيط لكيفية تنفيذ الهجمات، وفي 11 سبتمبر 2001 استقل طائرة أميركان ايرلاينز الرحلة 77 وساعد في خطف الطائرة بحيث تم صدمها بوزارة الدفاع الأمريكية.